# Cyclophora basirubra
Cyclophora basirubra là một loài bướm đêm trong họ Geometridae.